# Grand Prix of Indianapolis 2025
Der Grand Prix of Indianapolis (offiziell Sonsio Grand Prix) auf dem Indianapolis Motor Speedway fand am 10. Mai 2025 statt und ging über eine Distanz von 85 Runden à 3,925 km. Es war der fünfte Lauf zur IndyCar Series 2025.

## Bericht
Der aus der Pole-Position gestartete Alex Palou verlor seine Führung in der ersten Runde an den ebenfalls aus der ersten Reihe gestarteten Graham Rahal. Palou blieb daraufhin bis zur 58. Runde hinter Rahal auf dem zweiten Platz, aber immer in Sichtweite zur Spitze. Vor dem Rennen legten die Funktionäre der IndyCar Series die Reifenwechsel-Regel fest, dass jeder Fahrer mindestens zweimal die Primärreifen, also die härteren, und zweimal die rotflankierten, weicheren Reifen benutzen muss. Die Fahrer auf dem Podium wendeten die gleiche Strategie an. Palou, Pato O’Ward und Will Power starteten mit den weichen Reifen, wechselten dann zweimal auf die härteren und beim Schlussstint wieder auf die weichen Slicks. Scott McLaughlin setzte am Start auf die harten Reifen, er belegte schlussendlich den vierten Platz. Dahinter Scott Dixon auf dem fünften Rang, er ging nur von Startplatz 16 ins Rennen und verfolgte die gleiche Strategie wie McLaughlin. Wegen den abweichenden Boxenstopp-Strategien verlor Rahal im letzten Teil des Rennens weitere Plätze und er kam als sechster ins Ziel.
Wegen technischem Defekt musste David Malukas sein Auto 16 Runden vor Schluss am Streckenrand abstellen. Dies löste die erste Gelbphase seit dem Grand Prix of St. Petersburg aus. Dazwischen gab es keine Safety-Car-Phase mehr. Das waren insgesamt vier Rennen oder 408 Runden, die unter grüner Flagge gefahren wurden, was sehr ungewöhnlich für IndyCar-Verhältnisse ist.
Mit vier Siegen und einem zweiten Platz führte Palou die Fahrer-Meisterschaft klar mit 97 Punkten Vorsprung auf Kyle Kirkwood zu diesem Zeitpunkt an.

## Zeitplan
| Datum      | Tag     | Zeit (MESZ) | Zeit (LT) | Session           |
| ---------- | ------- | ----------- | --------- | ----------------- |
| 09.05.2025 | Freitag | 15:30       | 09:30     | Freies Training 1 |
| 09.05.2025 | Freitag | 19:00       | 13:00     | Freies Training 2 |
| 09.05.2025 | Freitag | 22:30       | 16:30     | Qualifikation     |
|            |         |             |           |                   |
| 10.05.2025 | Samstag | 17:30       | 11:30     | Warm-Up           |
| 10.05.2025 | Samstag | 22:30       | 16:30     | Rennen            |

## Meldeliste
| Nr. | Fahrer              | Teams                            | Motor     |
| --- | ------------------- | -------------------------------- | --------- |
| 14  | Santino Ferrucci    | A. J. Foyt Racing                | Chevrolet |
| 41  | David Malukas       | A. J. Foyt Racing                | Chevrolet |
| 26  | Colton Herta        | Andretti Global / Curb-Agajanian | Honda     |
| 27  | Kyle Kirkwood       | Andretti Global                  | Honda     |
| 28  | Marcus Ericsson     | Andretti Global                  | Honda     |
| 5   | Pato O’Ward         | Arrow McLaren                    | Chevrolet |
| 6   | Nolan Siegel        | Arrow McLaren                    | Chevrolet |
| 7   | Christian Lundgaard | Arrow McLaren                    | Chevrolet |
| 8   | Kyffin Simpson      | Chip Ganassi Racing              | Honda     |
| 9   | Scott Dixon         | Chip Ganassi Racing              | Honda     |
| 10  | Alex Palou          | Chip Ganassi Racing              | Honda     |
| 18  | Rinus VeeKay        | Dale Coyne Racing                | Honda     |
| 51  | Jacob Abel          | Dale Coyne Racing                | Honda     |
| 20  | Alexander Rossi     | Ed Carpenter Racing              | Chevrolet |
| 21  | Christian Rasmussen | Ed Carpenter Racing              | Chevrolet |
| 77  | Conor Daly          | Juncos Hollinger Racing          | Chevrolet |
| 78  | Sting Ray Robb      | Juncos Hollinger Racing          | Chevrolet |
| 60  | Felix Rosenqvist    | Meyer Shank Racing               | Honda     |
| 66  | Marcus Armstrong    | Meyer Shank Racing               | Honda     |
| 83  | Robert Shwartzman   | Prema Racing                     | Chevrolet |
| 90  | Callum Ilott        | Prema Racing                     | Chevrolet |
| 15  | Graham Rahal        | Rahal Letterman Lanigan Racing   | Honda     |
| 30  | Devlin DeFrancesco  | Rahal Letterman Lanigan Racing   | Honda     |
| 45  | Louis Foster        | Rahal Letterman Lanigan Racing   | Honda     |
| 2   | Josef Newgarden     | Team Penske                      | Chevrolet |
| 3   | Scott McLaughlin    | Team Penske                      | Chevrolet |
| 12  | Will Power          | Team Penske                      | Chevrolet |

## Klassifikationen

### Freies Training 1
| Pos. | Nr. | Fahrer         | Team                | Motor | Zeit     |
| ---- | --- | -------------- | ------------------- | ----- | -------- |
| 1    | 10  | Alex Palou     | Chip Ganassi Racing | Honda | 1:09.979 |
| 2    | 8   | Kyffin Simpson | Chip Ganassi Racing | Honda | 1:10.067 |
| 3    | 45  | Louis Foster   | RLL                 | Honda | 1:10.123 |

### Freies Training 2
| Pos. | Nr. | Fahrer             | Team | Motor | Zeit     |
| ---- | --- | ------------------ | ---- | ----- | -------- |
| 1    | 15  | Graham Rahal       | RLL  | Honda | 1:09.724 |
| 2    | 45  | Louis Foster       | RLL  | Honda | 1:09.862 |
| 3    | 30  | Devlin DeFrancesco | RLL  | Honda | 1:10.069 |

### Qualifying
Fahrzeit RUNDE1 / GRUPPE1 und RUNDE1 / GRUPPE2: je 10 Min.
Fahrzeit SCHNELLSTEN ZWÖLF (aus GRUPPE1 UND GRUPPE2): 10 Min.
Fahrzeit SCHNELLSTEN SECHS (aus SCHNELLSTEN ZWÖLF): 6 Min.
| Pos. | Nr. | Fahrer              | Team                | Motor     | Rundenzeit | Ø mph   | Session              |
| ---- | --- | ------------------- | ------------------- | --------- | ---------- | ------- | -------------------- |
| 1    | 10  | Alex Palou          | Chip Ganassi Racing | Honda     | 1:09.3417  | 126,625 | SCHNELLSTEN SECHS    |
| 2    | 15  | Graham Rahal        | RLL                 | Honda     | 1:09.7516  | 125,881 | SCHNELLSTEN SECHS    |
| 3    | 45  | Louis Foster        | RLL                 | Honda     | 1:09.8801  | 125,650 | SCHNELLSTEN SECHS    |
| 4    | 3   | Scott McLaughlin    | Team Penske         | Chevrolet | 1:09,8910  | 125,630 | SCHNELLSTEN SECHS    |
| 5    | 30  | Devlin DeFrancesco  | RLL                 | Honda     | 1:09.9432  | 125,536 | SCHNELLSTEN SECHS    |
| 6    | 2   | Josef Newgarden     | Team Penske         | Chevrolet | 1:09.9829  | 125,465 | SCHNELLSTEN SECHS    |
| 7    | 12  | Will Power          | Team Penske         | Chevrolet | 1:09.9973  | 125,439 | SCHNELLSTEN ZWÖLF    |
| 8    | 5   | Pato O’Ward         | Arrow McLaren       | Chevrolet | 1:10.0083  | 125,419 | SCHNELLSTEN ZWÖLF    |
| 9    | 20  | Alexander Rossi     | ECR                 | Chevrolet | 1:10.0684  | 125,312 | SCHNELLSTEN ZWÖLF    |
| 10   | 8   | Kyffin Simpson      | Chip Ganassi Racing | Honda     | 1:10.1423  | 125,180 | SCHNELLSTEN ZWÖLF    |
| 11   | 14  | Santino Ferrucci    | A. J. Foyt Racing   | Chevrolet | 1:10.1736  | 125,124 | SCHNELLSTEN ZWÖLF    |
| 12   | 60  | Felix Rosenqvist    | Meyer Shank Racing  | Honda     | 1:11.4104  | 122,957 | SCHNELLSTEN ZWÖLF    |
| 13   | 26  | Colton Herta        | Andretti Global     | Honda     | 1:10.2231  | 125,036 | OUT RUNDE1 / GRUPPE1 |
| 14   | 7   | Christian Lundgaard | Arrow McLaren       | Chevrolet | 1:10.0949  | 125,264 | OUT RUNDE1 / GRUPPE2 |
| 15   | 66  | Marcus Armstrong    | Meyer Shank Racing  | Honda     | 1:10,2303  | 125,023 | OUT RUNDE1 / GRUPPE1 |
| 16   | 9   | Scott Dixon         | Chip Ganassi Racing | Honda     | 1:10.1158  | 125,227 | OUT RUNDE1 / GRUPPE2 |
| 17   | 77  | Sting Ray Robb      | JHR                 | Chevrolet | 1:10.2339  | 125,017 | OUT RUNDE1 / GRUPPE1 |
| 18   | 6   | Nolan Siegel        | Arrow McLaren       | Chevrolet | 1:10.1178  | 125,224 | OUT RUNDE1 / GRUPPE2 |
| 19   | 21  | Christian Rasmussen | ECR                 | Chevrolet | 1:10.2543  | 124,980 | OUT RUNDE1 / GRUPPE1 |
| 20   | 28  | Marcus Ericsson     | Andretti Global     | Honda     | 1:10.1307  | 125,201 | OUT RUNDE1 / GRUPPE2 |
| 21   | 27  | Kyle Kirkwood       | Andretti Global     | Honda     | 1:10.2554  | 124,978 | OUT RUNDE1 / GRUPPE1 |
| 22   | 76  | Conor Daly          | JHR                 | Chevrolet | 1:10.4295  | 124,669 | OUT RUNDE1 / GRUPPE2 |
| 23   | 90  | Callum Ilott        | Prema Racing        | Chevrolet | 1:10.2784  | 124,937 | OUT RUNDE1 / GRUPPE1 |
| 24   | 18  | Rinus VeeKay        | Dale Coyne Racing   | Honda     | 1:10.5208  | 124,508 | OUT RUNDE1 / GRUPPE2 |
| 25   | 51  | Jacob Abel          | Dale Coyne Racing   | Honda     | 1:10.6609  | 124,261 | OUT RUNDE1 / GRUPPE1 |
| 26   | 4   | David Malukas       | A. J. Foyt Racing   | Chevrolet | 1:10.6039  | 124,361 | OUT RUNDE1 / GRUPPE2 |
| 27   | 83  | Robert Shwartzman   | Prema Racing        | Chevrolet | 1:11.1172  | 123,464 | OUT RUNDE1 / GRUPPE2 |

### Endergebnis
| Pos. | Nr. | Fahrer                | Team                | Motor     | Zeit/Rückstand                | Rd. | Frd. | Stopps | Start | Pt. |
| ---- | --- | --------------------- | ------------------- | --------- | ----------------------------- | --- | ---- | ------ | ----- | --- |
| 1    | 10  | Alex Palou            | Chip Ganassi Racing | Honda     | 1:48:00.6615 Std. 115,163 mph | 85  | 29   | 3      | 1     | 52  |
| 2    | 5   | Pato O’Ward           | Arrow McLaren       | Chevrolet | 1:48:06.1455                  | 85  |      | 3      | 8     | 40  |
| 3    | 12  | Will Power            | Team Penske         | Chevrolet | 1:48:09.1144                  | 85  |      | 3      | 7     | 35  |
| 4    | 3   | Scott McLaughlin      | Team Penske         | Chevrolet | 1:48:11.2006                  | 85  |      | 3      | 4     | 32  |
| 5    | 9   | Scott Dixon           | Chip Ganassi Racing | Honda     | 1:48:11.9260                  | 85  |      | 3      | 16    | 30  |
| 6    | 15  | Graham Rahal          | RLL                 | Honda     | 1:48:19.7375                  | 85  | 49   | 3      | 2     | 31  |
| 7    | 66  | Marcus Armstrong      | Meyer Shank Racing  | Honda     | 1:48:20.6259                  | 85  | 6    | 3      | 15    | 27  |
| 8    | 27  | Kyle Kirkwood         | Andretti Global     | Honda     | 1:48:22.6573                  | 85  |      | 3      | 21    | 24  |
| 9    | 18  | Rinus VeeKay          | Dale Coyne Racing   | Honda     | 1:48:23.2759                  | 85  |      | 3      | 24    | 22  |
| 10   | 60  | Felix Rosenqvist      | Meyer Shank Racing  | Honda     | 1:48:23.8928                  | 85  |      | 3      | 12    | 20  |
| 11   | 45  | Louis Foster (R)      | RLL                 | Honda     | 1:48:26.7891                  | 85  |      | 3      | 3     | 19  |
| 12   | 2   | Josef Newgarden       | Team Penske         | Chevrolet | 1:48:27.1373                  | 85  |      | 3      | 6     | 18  |
| 13   | 6   | Nolan Siegel          | Arrow McLaren       | Chevrolet | 1:48:27.3851                  | 85  |      | 3      | 18    | 17  |
| 14   | 20  | Alexander Rossi       | ECR                 | Chevrolet | 1:48:28.4366                  | 85  |      | 3      | 9     | 16  |
| 15   | 76  | Conor Daly            | JHR                 | Chevrolet | 1:48:31.5049                  | 85  |      | 3      | 22    | 15  |
| 16   | 7   | Christian Lundgaard   | Arrow McLaren       | Chevrolet | 1:48:31.7029                  | 85  |      | 3      | 14    | 14  |
| 17   | 30  | Devlin DeFrancesco    | RLL                 | Honda     | 1:48:32.9423                  | 85  | 1    | 3      | 5     | 14  |
| 18   | 83  | Robert Shwartzman (R) | Prema Racing        | Chevrolet | 1:48:33.7658                  | 85  |      | 3      | 27    | 12  |
| 19   | 21  | Christian Rasmussen   | ECR                 | Chevrolet | 1:48:34.1135                  | 85  |      | 3      | 19    | 11  |
| 20   | 14  | Santino Ferrucci      | A. J. Foyt Racing   | Chevrolet | 1:48:35.0540                  | 85  |      | 4      | 11    | 10  |
| 21   | 77  | Sting Ray Robb        | JHR                 | Chevrolet | 1:48:35.4159                  | 85  |      | 3      | 17    | 9   |
| 22   | 90  | Callum Ilott          | Prema Racing        | Chevrolet | 1:48:36.2002                  | 79  |      | 5      | 23    | 8   |
| 23   | 4   | David Malukas         | A. J. Foyt Racing   | Chevrolet | Defekt                        | 68  |      | 3      | 26    | 7   |
| 24   | 51  | Jacob Abel (R)        | Dale Coyne Racing   | Honda     | Defekt                        | 67  |      | 3      | 25    | 6   |
| 25   | 26  | Colton Herta          | Andretti Global     | Honda     | Defekt                        | 64  |      | 4      | 13    | 5   |
| 26   | 28  | Marcus Ericsson       | Andretti Global     | Honda     | Defekt                        | 6   |      | 0      | 20    | 5   |
| 27   | 8   | Kyffin Simpson        | Chip Ganassi Racing | Honda     | Defekt                        | 0   |      | 0      | 10    | 5   |

(R)=Rookie / 1 Gelbphasen für insgesamt 2 Rd. / alle Starter auf Firestone-Reifen